# Deviation (radioteknik)
Deviation (Δf) är ett begrepp inom radioteknik och avser den maximala avvikelsen av bärvågsfrekvensen vid frekvensmodulering. För vanlig FM-rundradio är deviationen normalt ±50 kHz eller ±75 kHz, medan den för 27 MHz komradio kan vara så liten som ±2 kHz.
Den praktiska bandbredden för radiosignalen kan approximeras som: 2 × (deviation + modulationsfrekvens), vilket är det samma som Carsons regel.
I litteraturen är tillämpningen inkonsekvent. Ibland avses amplituden av ögonblicksvärdet, ibland effektivvärdet av amplituden under en period. Termen deviation förväxlas ibland med sving, som är den dubbla amplituden, det vill säga topp–till–topp-värdet.